# Fórmula desenvolupada
Una fórmula desenvolupada és un tipus de fórmula química en la qual apareixen tots els àtoms que formen la molècula i els seus enllaços. Només és vàlida per a compostos covalents, no per a substàncies iòniques.
La fórmula desenvolupada no mostra la geometria real de la molècula, com els angles o la forma real; mostra només com estan enllaçats uns àtoms amb d'altres, sense oferir la seva estructura real. No és gaire utilitzada. Només s'empra quan la fórmula molecular o semidesenvolupada no aporta suficient informació.

## Exemples de fórmules desenvolupades de compostos orgànics
El propà C₃H₈ :
```
H H H
| | |
H - C - C - C - H
| | |
H H H
```

L'etanol C₂H₆O :
```
H H 
| | 
H - C - C - O - H
| | 
H H 
```

L'etilè C₂H₄ :
```
H H
| |
C = C
| |
H H
```

## Exemples de fórmules desenvolupades en química inorgànica

Fórmula desenvolupada de l'àcid disulfurós: H₂S₂O₄

L'aigua H₂O :
```
H - O - H
```

Cela unitat del nitrur de bor:

Ió nitrat

Ió permanganat

## Diagrames de Lewis
Poden considerar-se una variant de les fórmules desenvolupades en les quals, a més dels àtoms i enllaços, es representen els parells d'electrons no compartits o els electrons lliures. Un parell d'electrons es representa per una petita barra (o dos punts); un electró desaparellat es representa com un punt.
| Etanol | Diòxid de carboni | Estructures ressonants del NO₂ |
| ------ | ----------------- | ------------------------------ |
| Etanol | Diòxid de carboni | Estructures ressonants del NO2 |

## Fórmula desenvolupada plana
Una fórmula desenvolupada plana és una fórmula química que indica la disposició dels àtoms que componen una molècula. En química molecular, una fórmula molecular plana els àtoms que componen una molècula estan representats sobre el pla, no informa sobre la disposició real dels àtoms a l'espai. Generalment els enllaços entre àtoms es representen amb un angle de 90°, però per raons de claredat de vegades es representen a 120°. La naturalesa dels àtoms s'indica amb ajut dels símbols trets de la taula periòdica dels elements i els enllaços entre àtoms per un o més ratlletes segons si són simples o múltiples.
Exemples de fórmules desenvolupades planes:
L'aigua (H2O) :
```
H - O - H
```

El propà (C3H8) :
```
H H H
| | |
H - C - C - C - H
| | |
H H H
```

L'etanol (C2H6O) :
```
H H 
| | 
H - C - C - O - H
| | 
H H 
```

L'etilè (C2H4) :
```
H H
| |
C = C
| |
H H
```